# MKB-10 poglavlje VII: Bolesti oka i adneksa

## (H00-H59) - Bolesti oka i adneksa

### (H00-H06) - Poremećaji vjeđe, suznog aparata i očne šupljine
- H00 Hordeolum i halacion
  - H00.0 Hordeolum i druge duboke upale vjeđe
  - H00.1 Halacion

- H01 Ostale upale vjeđe
  - H01.0 Blefaritis
  - H01.1 Neinfektivne vjeđne dermatoze
  - H01.8 Ostale specificirane upale vjeđe
  - H01.9 Upala vjeđe, nespecificirana

- H02 Drugi poremećaji vjeđe
  - H02.0 Entropij i trihijaza vjeđe
  - H02.1 Ektropij vjeđe
  - H02.2 Lagoftalmus
  - H02.3 Blefarohalaza
  - H02.4 Ptoza vjeđe
  - H02.5 Drugi poremećaji koji zahvaćaju funkciju vjeđe
  - H02.6 Ksantelazma vjeđe
  - H02.7 Drugi degenerativni poremećaji vjeđe i periokularnog područja
  - H02.8 Ostali specificirani poremećaji vjeđe
  - H02.9 Poremećaj vjeđe, nespecificiran

- H03* Poremećaji vjeđe u bolestima svrstanim drugamo
  - H03.0* Parazitarne infestacije vjeđe u bolestima svrstanim drugamo
  - H03.1* Promjene vjeđe u drugim zaraznim bolestima svrstanim drugamo
  - H03.8* Promjene vjeđe u ostalim bolestima svrstanim drugamo

- H04 Bolesti suznog aparata
  - H04.0 Dakrioadenitis
  - H04.1 Druge bolesti suzne žlijezde
  - H04.2 Epifora
  - H04.3 Akutna i nespecificirana upala suznih kanala
  - H04.4 Kronična upala suznih kanala
  - H04.5 Stenoza i insuficijencija suznih putova
  - H04.6 Drugi poremećaji suznih kanala
  - H04.8 Ostali poremećaji suznog aparata
  - H04.9 Poremećaj suznog aparata, nespecificiran

- H05 Bolesti očne šupljine
  - H05.0 Akutna upala očne šupljine
  - H05.1 Kronične upale očne šupljine
  - H05.2 Egzoftalmus (zbog)
  - H05.3 Deformacija očne šupljine
  - H05.4 Enoftalmus
  - H05.5 Zaostalo (staro) strano tijelo nakon penetrirajuće ozljede očne šupljine
  - H05.8 Ostale bolesti očne šupljine
  - H05.9 Poremećaj očne šupljine, nespecificiran

- H06* Poremećaji suznog aparata i očne šupljine u bolestima svrstanim drugamo
  - H06.0* Poremećaji suznog aparata u bolestima svrstanim drugamo
  - H06.1* Parazitarne infestacije očne šupljine u bolestima svrstanim drugamo
  - H06.2* Endokrini egzoftalmus (E05.-)
  - H06.3* Ostali poremećaji očne šupljine u bolestima svrstanim drugamo

### (H10-H13) - Poremećaji spojnice
- H10 Konjunktivitis
  - H10.0 Mukopurulentni konjunktivitis
  - H10.1 Akutni atopični konjunktivitis
  - H10.2 Drugi akutni konjunktivitisi
  - H10.3 Akutni konjunktivitis, nespecificiran
  - H10.4 Kronični konjunktivitis
  - H10.5 Blefarokonjunktivitis
  - H10.8 Ostali konjunktivitisi
  - H10.9 Konjunktivitis, nespecificiran

- H11 Ostale bolesti spojnice
  - H11.0 Pterigij
  - H11.1 Degenerativne promjene i talozi spojnice
  - H11.2 Ožiljne promjene spojnice
  - H11.3 Krvarenje spojnice
  - H11.4 Drugi vaskularni poremećaji i ciste spojnice
  - H11.8 Ostale specificirane bolesti spojnice
  - H11.9 Bolest spojnice, nespecificirana

- H13* Poremećaji spojnice u bolestima svrstanim drugamo
  - H13.0* Infestacija spojnice uzrokovana filarijama (B74.-)
  - H13.1* Konjunktivitis u zaraznim i parazitarnim bolestima svrstanim drugamo
  - H13.2* Konjunktivitis u ostalim bolestima svrstanim drugamo
  - H13.3* Konjunktivalni pemfigoid (L12.-)
  - H13.8* Ostali poremećaji spojnice u bolestima svrstanim drugamo

### (H15-H19) - Poremećaji bjeloočnice i rožnice
- H15 Bolesti bjeloočnice
  - H15.0 Skleritis
  - H15.1 Episkleritis
  - H15.8 Drugi poremećaji bjeloočnice
  - H15.9 Bolest bjeloočnice, nespecificirana

- H16 Keratitis
  - H16.0 Rožnični ulkus
  - H16.1 Drugi superficijalni keratitisi bez konjunktivitisa
  - H16.2 Keratokonjunktivitis
  - H16.3 Intersticijalni i duboki keratitis
  - H16.4 Neovaskularizacija rožnice
  - H16.8 Drugi keratitisi
  - H16.9 Keratitis, nespecificiran

- H17 Ožiljci i zamućenja rožnice
  - H17.0 Adherentni leukom
  - H17.1 Druga središnja zamućenja rožnice
  - H17.8 Drugi ožiljci i zamućenja rožnice
  - H17.9 Ožiljak i zamućenje rožnice, nespecificiran

- H18 Ostali poremećaji rožnice
  - H18.0 Pigmentacije i talozi rožnice
  - H18.1 Bulozna keratopatija
  - H18.2 Drugi rožnični edemi
  - H18.3 Promjene na membranama rožnice
  - H18.4 Degenerativne promjene rožnice
  - H18.5 Prirođene distrofije rožnice
  - H18.6 Keratokonus
  - H18.7 Druge deformacije rožnice
  - H18.8 Ostali specificirani poremećaji rožnice
  - H18.9 Poremećaj rožnice, nespecificiran

- H19* Poremećaji bjeloočnice i rožnice u bolestima svrstanim drugamo
  - H19.0* Skleritis i episkleritis u bolestima svrstanim drugamo
  - H19.1* Herpesvirusni keratitis i keratokonjunktivitis (B00.5)
  - H19.2* Keratitis i keratokonjunktivitis u ostalim zaraznim i parazitarnim bolestima svrstanim drugamo
  - H19.3* Keratitis i keratokonjunktivitis u ostalim bolestima svrstanim drugamo
  - H19.8* Ostali poremećaji bjeloočnice i rožnice u bolestima svrstanim drugamo

### (H20-H22) - Bolesti šarenice i zrakastog tijela
H20 Iridociklitis
- - H20.0 Akutni i subakutni iridosiklitis
  - H20.1 Kronični iridociklitis
  - H20.2 Fakogeni iridociklitis
  - H20.8 Drugi iridociklitisi
  - H20.9 Iridociklitis, nespcificiran

- H21 Ostale bolesti šarenice i zrakastog tijela
  - H21.0 Hifema
  - H21.1 Drugi vaskularni poremećaji šarenice i zrakastog tijela
  - H21.2 Degenerativne promjene šarenice i zrakastog tijela
  - H21.3 Cista šarenice, zrakastog tijela i prednje sobice
  - H21.4 Zjenične membrane
  - H21.5 Druge |sinehija|priraslice i rascjepi šarenice i zrakastog tijela
  - H21.8 Ostali specificirani poremećaji šarenice i zrakastog tijela
  - H21.9 Poremećaj šarenice i zrakastog tijela, nespecificiran

- H22* Poremećaji šarenice i zrakastog tijela u bolestima svrstanim drugamo
  - H22.0* Iridociklitis u zaraznim i parazitarnim bolestima svrstanim drugamo
  - H22.1* Iridociklitis u drugim bolestima svrstanim drugamo
  - H22.8* Ostali poremećaji šarenice i zrakastog tijela u bolestima svrstanim drugamo

### (H25-H28) - Poremećaji leće
- H25 Senilna katarakta
  - H25.0 Početna senilna katarakta
  - H25.1 Senilna nuklearna katarakta
  - H25.2 Morgagnijeva senilna katarakta
  - H25.8 Ostale senilne katarakte
  - H25.9 Senilna katarakta, nespecificirana

- H26 Druge katarakte
  - H26.0 Infantilna, juvenilna i presenilna katarakta
  - H26.1 Traumatska katarakta
  - H26.2 Katarakta komplikata
  - H26.3 Katarakta kao posljedica djelovanja lijekova
  - H26.4 Stanje nakon (operacije) katarakte
  - H26.8 Ostale specificirane katarakte
  - H26.9 Katarakta, nespecificirana

- H27 Ostali poremećaji leće

- - H27.0 Afakija
  - H27.1 Dislokacija leće
  - H27.8 Ostali specificirani poremećaji leće
  - H27.9 Poremećaj leće, nespecificiran

- H28* Katarakta i ostali poremećaji leće u bolestima svrstanim drugamo
  - H28.0* Dijabetička katarakta (E10-E14) s četvrtom zajedničkom znamenkom .3
  - H28.1* Katarakta u drugim endokrinim bolestima, bolestima prehrane i bolestima metabolizma
  - H28.2* Katarakta u drugim bolestima svrstanim drugamo
  - H28.8* Ostali poremećaji leće u bolestima svrstanim drugamo

### (H30-H36) - Poremećaji žilnice i mrežnice
- H30 Korioretinalna upala
  - H30.0 Fokalna korioretinalna upala
  - H30.1 Diseminarna korioretinalna upala
  - H30.2 Posteriorni ciklitis
  - H30.8 Ostale korioretinalne upale
  - H30.9 Korioretinalna upala, nespecificirana

- H31 Ostali poremećaji žilnice
  - H31.0 Korioretinalni ožiljci
  - H31.1 Degenerativne promjene žilnice
  - H31.2 Nasljedne distrofije žilnice
  - H31.3 Krvarenje i ruptura žilnice
  - H31.4 Ablacija žilnice
  - H31.8 Ostali specificirani poremećaji žilnice
  - H31.9 Poremećajžilnice, nespecificiran

- H32* Korioretinalni poremećaji u bolestima svrstanim drugamo
  - H32.0* Korioretinitisi u zaraznim i parazitarnim bolestima svrstanim drugamo
  - H32.8* Ostali korioretinalni poremećaji u bolestima svrstanim drugamo

- H33 Ablacije i rupture mrežnice
  - H33.0 Ablacija mrežnice s rupturom
  - H33.1 Retinoshiza i mrežnične ciste
  - H33.2 Serozna ablacija mrežnice
  - H33.3 Rupture mrežnice bez ablacije
  - H33.4 Trakcijska ablacija mrežnice
  - H33.5 Druge ablacije mrežnice

- H34 Retinalne vaskularne okluzije
  - H34.0 Prolazna okluzija mrežnične arterije
  - H34.1 Okluzija središnje mrežnične arterije
  - H34.2 Ostale okluzije mrežnične arterije
  - H34.8 Druge mrežnične vaskularne okluzije
  - H34.9 Mrežnična vaskularna okluzija, nespecificirana

- H35 Ostali mrežnični poremećaji 
  - H35.0 Neproliferativna retinopatija i mrežnične vaskularne promjene
  - H35.1 Prematurna retinopatija
  - H35.2 Druge proliferativne retinopatije
  - H35.3 Degeneracija makule i stražnjeg pola
  - H35.4 Periferna mrežnična degeneracija
  - H35.5 Nasljedna mrežnična distrofija
  - H35.6 Krvarenje mrežnice
  - H35.7 Odvajanje mrežničnih slojeva
  - H35.8 Ostali specificirani poremećaji mrežnice
  - H35.9 Poremećaj mrežnice, nespecificiran

- H36* Mrežnični poremećaji u bolestima svrstanim drugamo
  - H36.0* Dijabetička retinopatija (E10-E14 s četvrtom zajedničkom znamenkom .3)
  - H36.8* Ostali mrežnični poremećaji u bolestima svrstanim drugamo

### (H40-H42) - Glaukom
- H40 Glaukom
  - H40.0 Suspektni glaukom
  - H40.1 Primarni glaukom s otvorenim sobičnim kutom
  - H40.2 Primarni glaukom sa zatvoreim sobičnim kutom
  - H40.3 Sekundarni glaukom kao posljedica ozljede oka
  - H40.4 Sekundarni glaukom kao posljedica upale oka
  - H40.5 Sekundarni glaukom kao posljedica drugih poremećaja oka
  - H40.6 Sekundarni glaukom kao posljedica djelovanja lijekova
  - H40.8 Drugi glaukomi
  - H40.9 Glaukom, nespecificiran

- H42* Glaukom u bolestima svrstanim drugamo
  - H42.0* Glaukom u endokrinim bolestima, bolestima prehrane i metaboličkim bolestima
  - H42.8* Glaukom u ostalim bolestima svrstanim drugamo

### (H43-H45) - Poremećaji staklastog tijela i jabučice
- H43 Poremećaji staklastog tijela
  - H43.0 Prolaps staklastog tijela
  - H43.1 Vitrealno krvarenje
  - H43.2 Talozi kristala u staklastom tijelu
  - H43.3 Druga zamućenja staklastog tijela
  - H43.8 Ostali poremećaji staklastog tijela
  - H43.9 Poremećaj staklastog tijela, nespecificiran

- H44 Poremećaji očne jabučice
  - H44.0 Gnojni endoftalmitis
  - H44.1 Drugi endoftalmitisi
  - H44.2 Degenerativna miopija
  - H44.3 Drugi degenerativni poremećaji očne jabučice
  - H44.4 Hipotonija oka
  - H44.5 Degenerativna stanja očne jabučice
  - H44.6 Zaostalo (staro) intraokularno strano tijelo, magnetsko
  - H44.7 Zaostalo (staro) intraokularno strano tijelo, nemagnetsko
  - H44.8 Ostali poremećaji očne jabučice
  - H44.9 Poremećaj očne jabučice, nespecificiran

- H45* Poremećaji staklastog tijela i očne jabučice u bolestima svrstanim drugamo
  - H45.0* Krvarenje staklastog tijela u bolestima svrstanim drugamo
  - H45.1* Endoftalmitis u bolestima svrstanim drugamo
  - H45.8* Ostali poremećaji staklastog tijela i očne jabučice u bolestima svrstanim drugamo

### (H46-H48) - Poremećaji vidnog živca i vidnih putova
- H46 Optički neuritis
  - H46.0 Optički neuritis

- H47 Ostale bolesti vidnog živca (drugoga moždanog živca) i vidnih putova
  - H47.0 Poremećaji vidnog živca nesvrstani drugamo
  - H47.1 Edem papile, nespecificiran
  - H47.2 Atrofija vidnog živca
  - H47.3 Druge bolesti papile vidnog živca
  - H47.4 Bolesti kijazme vidnog živca
  - H47.5 Bolesti drugih vidnih putova
  - H47.6 Bolesti vidnog korteksa
  - H47.7 Poremećaj vidnih putova, nespecificiran

- H48* Poremećaji vidnog živca (drugoga moždanog živca) i vidnih putova u bolestima svrstanim drugamo
  - H48.0 Atrofija vidnog živca u bolestima svrstanim drugamo
  - H48.1* Retrobulbarni neuritis u bolestima svrstanim drugamo
  - H48.8* Ostali poremećaji vidnog živca i vidnih putova u bolestima svrstanim drugamo

### (H49-H52) Poremećaji očnog mišića, binokularnog vida
- H49 Paralitički strabizam
  - H49.0 Kljenut trećega moždanog živca (okulomotorijusa)
  - H49.1 Kljenut četvrtoga moždanog živca (trohlearisa)
  - H49.2 Kljenut šestoga moždanog živca (abducensa)
  - H49.3 Totalna oftalmoplegija vanjskih očnih mišića
  - H49.4 Progresivna vanjska oftalmoplegija
  - H49.8 Ostali paralitički strabizmi
  - H49.9 Paralitički strabizam, nespecificiran

- H50 Ostali strabizmi
  - H50.0 Konvergentni konkomitatni strabizam
  - H50.1 Divergentni konkomitantni strabizam
  - H50.2 Vertikalni strabizam
  - H50.3 Intermitentna heterotropija
  - H50.4 Druge i nespecificirane heterotropije
  - H50.5 Heteroforija
  - H50.6 Mehanički strabizam
  - H50.8 Ostali specificirani strabizmi
  - H50.9 Strabizam, nespecificiran

- H51 Ostali poremećaji binokularnog vida
  - H51.0 Kljenut konjugiranih očnih pokreta
  - H51.1 Insuficijencija i eksces konvergencije
  - H51.2 Internuklearna oftalmoplegija
  - H51.8 Ostali specificirani poremećaji binokularnog vida
  - H51.9 Poremećaj binokularnog vida, nespecificiran

- H52 Poremećaji refrakcije i akomodacije
  - H52.0 Hipermetropija
  - H52.1 Miopija
  - H52.2 Astigmatizam
  - H52.3 Anizometropija i anizeikonija
  - H52.4 Prezbiopija
  - H52.5 Poremećaji akomodacije
  - H52.6 Drugi poremećaji refrakcije
  - H52.7 Poremećaj refrakcije, nespecificiran

### (H53-H54) Vidni poremećaj i sljepoća
- H53 Vidni poremećaji
  - H53.0 Ambliopija zbog anopsije
  - H53.1 Subjektivni vidni poremećaji
  - H53.2 Diplopija
  - H53.3 Drugi poremećaji binokularnog vida
  - H53.4 Defekti vidnog polja
  - H53.5 Poremećaji osjeta za boje
  - H53.6 Noćna sljepoća
  - H53.8 Drugi vidni poremećaji
  - H53.9 Vidni poremećaj, nespecificiran

- H54 Sljepoća i slabovidnost
  - H54.0 Sljepoća na oba oka
  - H54.1 Sljepoća jednog oka, slabovidnost drugog oka
  - H54.2 Slabovidnost na oba oka
  - H54.3 Nesvrstan gubitak vida na oba oka
  - H54.4 Sljepoća jednog oka
  - H54.5 Slabovidnost jednog oka
  - H54.6 Nesvrstan gubitak vida jednog oka
  - H54.7 Nespecificiran gubitak vida

### (H55-H59) - Ostali poremećaji oka i očnih adneksa
- H55 Nistagmus i drugi iregularni očni pokreti
  - H55.0 Patološki nistagmus i drugi iregularni očni pokreti

- H57 Ostali poremećaji oka i očnih adneksa
  - H57.0 Anomalije zjenične funkcije
  - H57.1 Bol u oku
  - H57.8 Ostali specificirani poremećaji oka i očnih adneksa
  - H57.9 Poremećaj oka i očnih adneksa, nespecificiran

- H58* Ostali poremećaji oka i očnih adneksa u bolestima svrstanim drugamo
  - H58.0* Anomalije zjenične funkcije u bolestima svrstanim drugamo
  - H58.1* Vidni poremećaji u bolestima svrstanim drugamo
  - H58.8* Ostali specificirani poremećaji oka i očnih adneksa u bolestima svrstanim drugamo

- H59 Poremećaji oka i očnih adneksa nakon zahvata i postupaka nesvrstani drugamo
  - H59.0 Sindrom staklastog tijela nakon operacije katarakte
  - H59.8 Ostali poremećaji oka i očnih adneksa nakon zahvata
  - H59.9 Poremećaj nakon zahvata na oku i očnim adneksima, nespecificiran

## Vanjske poveznice
- MKB-10 H00-H59 2007. - WHO[neaktivna poveznica]